# Phare de l'île Sainte-Hélène (Michigan)

Le phare de l'île Sainte-Hélène (en anglais : St. Helena Light), est un phare du lac Michigan situé sur l'île Sainte-Hélène (Michigan) dans le détroit de Mackinac dans le Comté de Mackinac, Michigan. 
Ce phare est inscrit au Registre national des lieux historiques depuis le 27 avril 1988 sous le n° 88000442.

## Historique
Pendant les années de la guerre de Sécession, il est devenu de plus en plus évident qu'un haut-fond près de l'île Sainte-Hélène menaçait le trafic maritime à travers le détroit de Mackinac. À la demande de l'United States Lighthouse Board, le Congrès a affecté en 1872 des fonds à la construction d'un phare en brique équipé d'une lentille de Fresnel de 3,5 ordre. Cette lumière est devenue une partie de ce qui serait un complexe de 14 feux de récif répartis sur les hauts-fonds et les points dangereux du détroit de Mackinac. Ce phare essentiel fut occupé par un ou deux gardiens de 1873 jusqu'en 1922. Un complexe de bâtiments a été construit autour du phare pour soutenir son fonctionnement, y compris les logements des gardiens, un quai pour bateaux et un hangar à bateaux. 
Ce fut le premier phare du Michigan à perdre son gardien. En 1922, le phare a été automatisé. La tour était équipée d'un réservoir de gaz acétylène, d'une veilleuse et d'une vanne solaire récemment inventée par l'ingénieur lauréat du prix Nobel Gustaf Dalén. Lorsque le soleil se couchait, la température baissait légèrement, provoquant l'ouverture de la soupape et la libération d'acétylène contre la flamme pilote. La lumière se rallumait alors et brillait toute la nuit. Avec le lever du soleil le lendemain matin, la valve se fermait. Cette innovation a été couronnée de succès et, dans les années qui ont suivi 1922, de nombreux autres phares du Michigan ont été réaménagés avec des valves solaires.

### Statut actuel
Le phare est géré par la Great Lakes Lighthouse Keepers Association , qui a un bail de trente ans, mais la Garde côtière maintient l'optique.
Après que le complexe du phare de Sainte-Hélène a été démantelé et que le poste de pêche civil est devenu une colonie fantôme, les preuves de la présence humaine sur l'île ont commencé à se détériorer structurellement. Les démolisseurs, les vandales et les pillards ont causé des dommages importants à la tour d'éclairage et aux structures adjacentes. La Garde côtière américaine a recommandé, en 1980, que le complexe du phare soit rasé En raison du manque de fonds de démolition, la recommandation n'a pas été mise en œuvre. Cependant, au début des années 1980, le logement et le hangar à bateaux du gardien adjoint ont été rasés. 
La Great Lakes Lighthouse Keepers Association (GLLKA) a assumé la propriété et a commencé les efforts de restauration en 1986 avec l'aide de Boy Scouts of America Troop 4 d'Ann Arbor. À partir de 2008, le GLLKA prévoyait de continuer à restaurer le complexe du phare à son apparence de 1900. Les futurs objectifs possibles de Sainte-Hélène comprenaient la construction d'un centre d'accueil pour les plaisanciers. La restauration de la lumière a remporté de nombreux prix nationaux et nationaux de conservation historique. Les scouts visitent toujours l'île chaque année à la mi-juin pour poursuivre les rénovations du phare.
Une lumière continue de fonctionner à ce jour avec une lentille acrylique de 250 mm, la lentille de Fresnel d'origine ayant disparu. Le reste de l'île de Sainte-Hélène, en dehors de la zone du phare, a été acheté par le Little Traverse Conservancy (en)  en septembre 2001 pour en faire une réserve naturelle..

## Description
Le phare  est une tour cylindrique en brique claire-voie de 21,5 m de haut, avec une galerie et une lanterne, attachée à une maison de gardien. La tour est blanche, la galerie est noire et la lanterne est rouge.
Son feu isophase émet, à une hauteur focale de 22 m, un éclat blanc , par période de 6 secondes. Sa portée est de 6 milles nautiques (environ 11 km).

Identifiant  : ARLHS : USA-794 ; USCG :  7-17720 .

### Lien connexe
- Liste des phares au Michigan